# Joy Beune
Pour les articles homonymes, voir Beune.
Joy Beune, née le 28 avril 1999 à Borne (Overijssel), est une patineuse de vitesse néerlandaise.

## Carrière
Beune remporte la médaille d'argent aux Championnats du monde juniors de patinage de vitesse 2017 à Varsovie. L'année suivante, aux Championnats du monde juniors de patinage de vitesse 2018 dans l'Utah, elle devient championne du monde junior en remportant les épreuves de 1 000 m, 1 500 m et 3 000 m avec des records du monde juniors sur ces distances.
En 2019, elle remporte une médaille d'argent sur l'épreuve de la poursuite aux championnats du monde simple distance avec les deux stars Antoinette de Jong et Ireen Wüst. Elle se classe quatrième des championnats d'Europe en janvier 2022 mais remporte la médaille d'argent sur la mass start.
En 2024, elle remporte ses premiers titres : d'abord aux championnats du monde simple distance avec le titre sur 5 000 m et la poursuite par équipe avec ses équipières  Groenewoud et Schouten ; ensuite, elle remporte le titre aux Championnats du monde toutes épreuves en s'imposant dans trois des quatre distances.